# Matías Jaime
Jorge Matías Jaime (San Nicolás de los Arroyos, Argentina, 20 de marzo de 1991) es un futbolista argentino que juega como delantero y actualmente milita en Club Sportivo Belgrano (San Francisco) del Torneo Federal A.

## Clubes
| Club                        | País         | Año       |
| --------------------------- | ------------ | --------- |
| Independiente               | Argentina    | 2010-2011 |
| El Linqueño                 | Argentina    | 2014      |
| All Boys                    | Argentina    | 2015-2016 |
| Alianza Atlético            | Perú         | 2017      |
| Estudiantes de Caseros      | Argentina    | 2017-2018 |
| San Marcos de Arica         | Chile        | 2018      |
| Deportivo Pereira           | Colombia     | 2019      |
| Independiente de Cauquenes  | Chile        | 2020      |
| Gimnasia de Jujuy           | Argentina    | 2021      |
| Defensores de Belgrano (VR) | Argentina    | 2022      |
| San Antonio Unido           | Chile        | 2023      |
| Regatas San Nicolás         | 🇦🇷 Argentina | 2024      |
| Club Sportivo Belgrano      | 🇦🇷 Argentina | 2025      |

## Palmarés

### Campeonatos nacionales
| Título    | Clunb             | País     | Año  |
| --------- | ----------------- | -------- | ---- |
| Primera B | Deportivo Pereira | Colombia | 2019 |